# Рептон (Алабама)
Рептон (енгл. Repton) град је у америчкој савезној држави Алабама. По попису становништва из 2010. у њему је живело 282 становника.

## Демографија
Према попису становништва из 2010. у граду је живело 282 становника, што је 2 (0,7%) становника више него 2000. године.
| Група             | 2000.       | 2010.       |
| Белци             | 185 (66,1%) | 152 (53,9%) |
| Афроамериканци    | 89 (31,8%)  | 123 (43,6%) |
| Азијати           | 0 (0,0%)    | 0 (0,0%)    |
| Хиспаноамериканци | 2 (0,7%)    | 1 (0,4%)    |
| Укупно            | 280         | 282         |